# 大塩民生
大塩 民生（おおしお たみお、1946年4月10日 - ）は、日本の政治家。元兵庫県川西市長（3期）。

## 経歴
兵庫県川西市出身。川西市立東谷中学校、兵庫県立伊丹高等学校を経て、1969年、大阪商業大学商経学部卒業。大阪市内の食品会社に勤務した後、1975年、洋菓子店を開業した。1985年1月から12月まで、川西青年会議所理事長を務めた。1995年から2006年まで、川西市商工会副会長を務めた。
2006年、洋菓子製造販売とゴルフ練習場を経営する会社の社長をしていたが、「まちに元気がない。市民の意見を積極的に施策に取り入れ、閉そく状況を打ち破りたい」として川西市長選挙に立候補した。自由民主党の推薦を受け、首相の安倍晋三と写ったポスターを事務所に掲げるなど自民との連携を強調し、5選を目指していた現職の柴生進ら2人を破り初当選した。10月28日、市長就任。
2010年の市長選挙では、職員の意識改革や市会計の黒字化など1期目の実績をアピールし、「人を大切に、まちを元気に」をキャッチフレーズに選挙運動し、中央北地区再開発については推進の立場を明確にした結果、前衆議院議員の木挽司や元市議2人に対して2万票以上の大差をつけ再選した。
2014年の市長選挙は無投票により3選。
2018年6月11日、3期で退任する意向を表明。自民党市議の森本猛史を後継指名するも、森本は同年10月21日に行われた市長選で敗れた。
2022年11月3日、秋の叙勲において、旭日小綬章を受章した。